# Distrikt Stendal
Der Distrikt Stendal war eine Verwaltungseinheit im Departement der Elbe im Königreich Westphalen. Er wurde durch das Königliche Dekret vom 24. Dezember 1807 gebildet und bestand bis 1813.
Im Distrikt mit dem Hauptort Stendal lebten 1811 55.575 Menschen auf 39,75 mi². Er umfasste 7 Städte, 217 Dörfer, 61 Weiler und 45 Einöden mit 9005 Haushalten. Vom Glaubensbekenntnis waren 173 Menschen katholisch, 279 reformiert und 183 jüdischen Glaubens. Der restliche Teil der Bevölkerung hatte ein evangelisches Glaubensbekenntnis.
Der Distrikt umfasste zu großen Teilen die Kreise Stendal, Tangermünde, Arneburg, Seehausen, Salzwedel und Arendsee der Mark Brandenburg.

## Organisation
Dem Distrikt stand als Unterpräfekt Leopold Christian Wilhelm Johann Graf von der Schulenburg-Bodendorf vor.

### Distriktrat
Mitglieder des Distriktrates waren die Herren:
- Friedrich von Bismarck
- von Bornstädt
- Giesecke
- Krüger
- Möhring
- Siebmann
- von Werdeck
- Wollmer

### Kantonaleinteilung
Der Distrikt wurde am 24. Dezember 1807 in 13 Kantone eingeteilt, die 119 Gemeinden, bewohnt von 50.799 Menschen, umfassten. Im Jahr 1811 umfasste der Distrikt 14 Kantone mit 139 Gemeinden. Die Kantone Osterburg und Osterburg-Land wurden nach der Verwaltungsreform im Jahr 1810 zum Kanton Osterburg zusammengelegt.
| Kanton (Hauptort)                            | Kantonmaire                           | Einwohnerzahl | Fläche in mi² |
| -------------------------------------------- | ------------------------------------- | ------------- | ------------- |
| Burgstall                                    | Herr Mitter-Schönberg zu Schwarzlosen | 2387          | 3,25          |
| Grieben                                      | Herr von Roth zu Köchte               | 2640          | 3,31          |
| Tangermünde                                  | Herr von Roth zu Köchte               | 5015          | 2,07          |
| Lüderitz                                     | Herr Mitter-Schönberg zu Schwarzlosen | 3259          | 3,96          |
| Stendal                                      | Herr von Bismark                      | 7111          | 2,32          |
| Stendal-Land                                 | Herr von Bismark                      | 3017          | 2,43          |
| Bismark                                      | Herr von Hetze zu Berckau             | 3727          | 2,54          |
| Schinne                                      | Herr von Bülow zu Schwechten          | 2829          | 2,56          |
| Arneburg                                     | Herr Tromme                           | 4432          | 3,38          |
| Werben                                       | Herr Ebel                             | 4579          | 3,12          |
| Osterburg-Land                               |                                       |               |               |
| Osterburg                                    |                                       |               |               |
| Seehausen                                    |                                       | 5444          | 2,66          |
| Neue Kantone nach der Verwaltungsreform 1810 |                                       |               |               |
| Osterburg (neu)                              | Herr von Bock                         | 5358          | 3,75          |
| Bretsche                                     | Herr von der Schulenburg              | 2900          | 2,06          |
| Pollitz                                      | Herr von der Schulenburg              | 2874          | 2,32          |